# Церква Сан-Дзаккарія
Церква Сан-Дзаккарія, Церква св. Захарія (італ. San Zaccaria) — церква у Венеції, в районі Кастелло.

## Історія
Церква була зведена в IX столітті й перебудована між 1458 і 1515 роками.
Церква була заснована за ініціативою дожа Джустиніано Партечипаціо (Giustiniano Participazio) у IX столітті для зберігання мощей Святого Захарії (батька Іоанна Хрестителя), переданих у дар місту Венеції візантійським імператором Левом V, який також надіслав гроші та майстрів. Храм зводили при бенедиктинському жіночому монастирі, який користувався особливими привілеями, після того як монахині наприкінці XII століття пожертвували частину своїх угідь для будівництва собору Святого Марка. Вважається, що першу шапку дожа зробили монахині цього монастиря. Дожі відвідували церкву та монастир. Існував звичай, згідно з яким щорічно на свято Великодня дож очолював процесію від Сан-Марко до монастиря Сан-Заккарія, де настоятелька монастиря вручала йому нову церемоніальну шапку «corno ducale», зшиту монахинями.
Фасад церкви являє собою один з найчудовіших зразків венеційської архітектури Раннього Відродження. Будівництво церкви почалося в готичному стилі під керівництвом Антоніо Гамбело. А з другого поверху і вище її зведено за проектом Мауро Кодуччі. Планування інтер'єру переважно готичне, але з ренесансним декором.
Над другим вівтарем з лівого боку розташовується головний шедевр церкви — картина Джованні Белліні «Мадонна з немовлям і святими». Наполеон був заворожений цією картиною, і в 1797 році відвіз її з собою до Парижа, де вона зберігалася 20 років.
У середні віки щороку на Великдень цю церкву відвідував дож для вечірньої молитви.

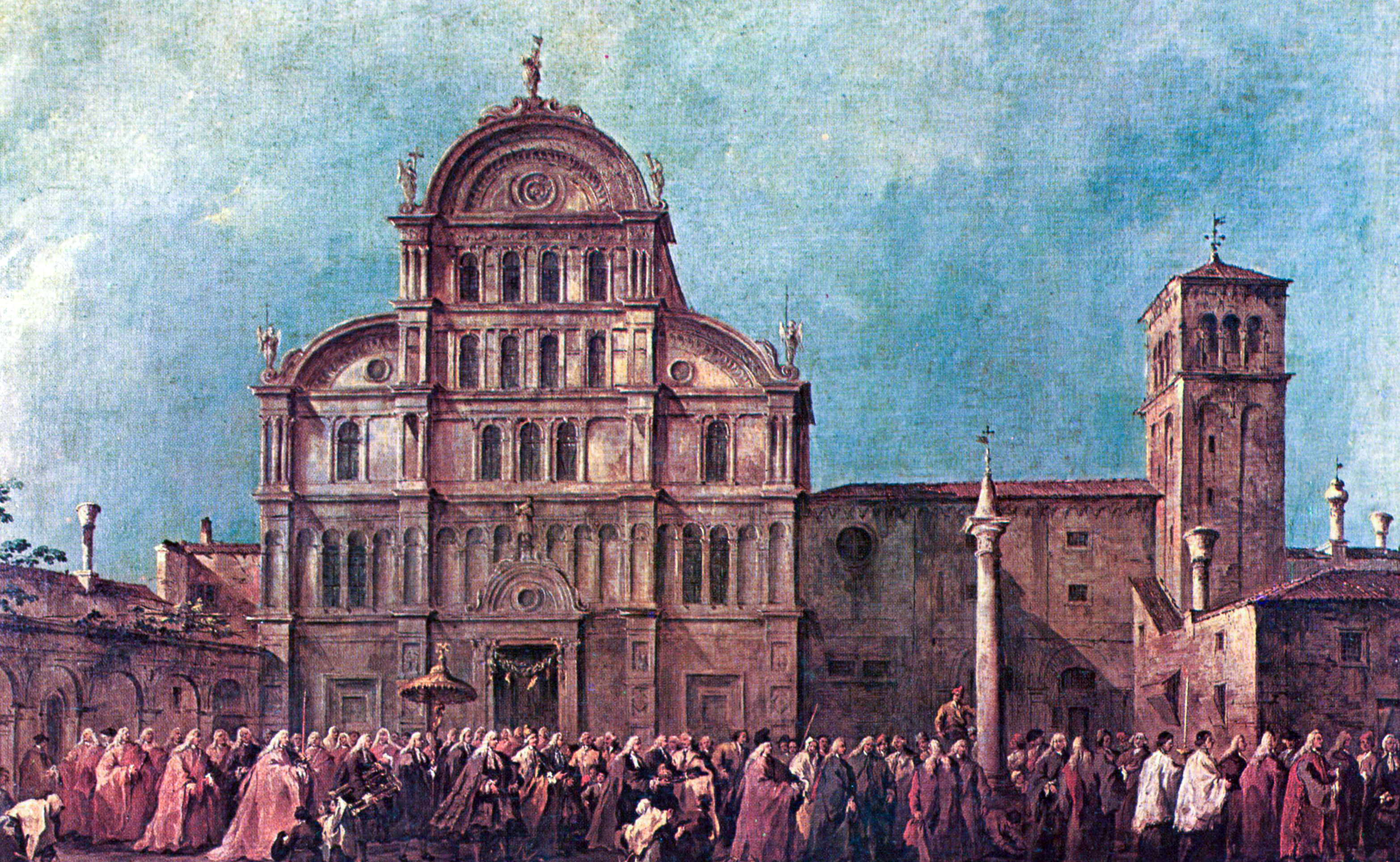
Церква Сан-Дзаккарія на полотні Франческо Гварді

У церкви є дві каплиці — Сан-Тарасіо і каплиця св. Афанасія. У першій міститься вівтар старої церкви, в напівзатопленій крипті зберігаються останки восьми дожів, що правили з 836 по 1172 роки. Каплиця святого Афанасія спочатку була центральною частиною церкви, в 1595 році вона була перетворена на каплицю.